# Chu trình Carnot
Chu trình Carnot là một chu trình nhiệt động lực học thuận nghịch lý tưởng được nghiên cứu bởi Nicolas Léonard Sadi Carnot trong thập niên 1820 và Benoit Paul Émile Clapeyron vào khoảng thập niên 1830 và 1840. Các nghiên cứu này có động cơ là tìm kiếm một chu trình nhiệt động lực học có hiệu suất cao nhất, và chu trình Carnot đã được chứng minh là chu trình dành cho các động cơ nhiệt hay máy lạnh có hiệu năng tốt nhất. Đây cũng là nội dung của định lý Carnot.
Chu trình Carnot cũng là một chu trình thuận nghịch. Người ta cũng đã chứng minh rằng mọi chu trình nhiệt động lực học thuận nghịch đều là chu trình kết hợp của các chu trình Carnot nhỏ hơn.

## Động cơ Carnot
Động cơ Carnot là các động cơ nhiệt hoạt động theo chu trình Carnot. Một chu trình của động cơ Carnot trải qua các bước:
1. Giãn nở đẳng nhiệt của khí tại nhiệt độ cao, TH. Giai đoạn này ứng với đi từ A đến B trên biểu đồ bên. Khí giãn nở đẩy piston thực hiện công cơ học lên môi trường, và để duy trì nhiệt độ không đổi, nó cần thu nhận nhiệt lượng, từ nguồn nhiệt ở nhiệt độ cao TH.
2. Giãn nở đoạn nhiệt của khí. Trên biểu đồ, giai đoạn này đi từ B đến C. Hệ khí trong giai đoạn giãn nở, nhưng hoàn toàn cách nhiệt với môi trường. Khí tiếp tục sinh công vào môi trường, và theo định luật bảo toàn năng lượng, nó mất dần nội năng, nhiệt độ giảm dần xuống tới nhiệt độ thấp TC.
Chu trình Carnot (nhiệt động lực học lý tưởng) dành cho động cơ nhiệt, biểu diễn trên biểu đồ nhiệt độ (T) - entropy (S). Chu trình diễn ra giữa nguồn nóng ở nhiệt độ TH và nguồn lạnh ở nhiệt độ TC. Trục tung là nhiệt độ của hệ, trục hoành là entropy của hệ. A-B (giãn nở đẳng nhiệt), B-C (giãn nở đoạn nhiệt), C-D (nén đẳng nhiệt), D-to-A (nén đoạn nhiệt).

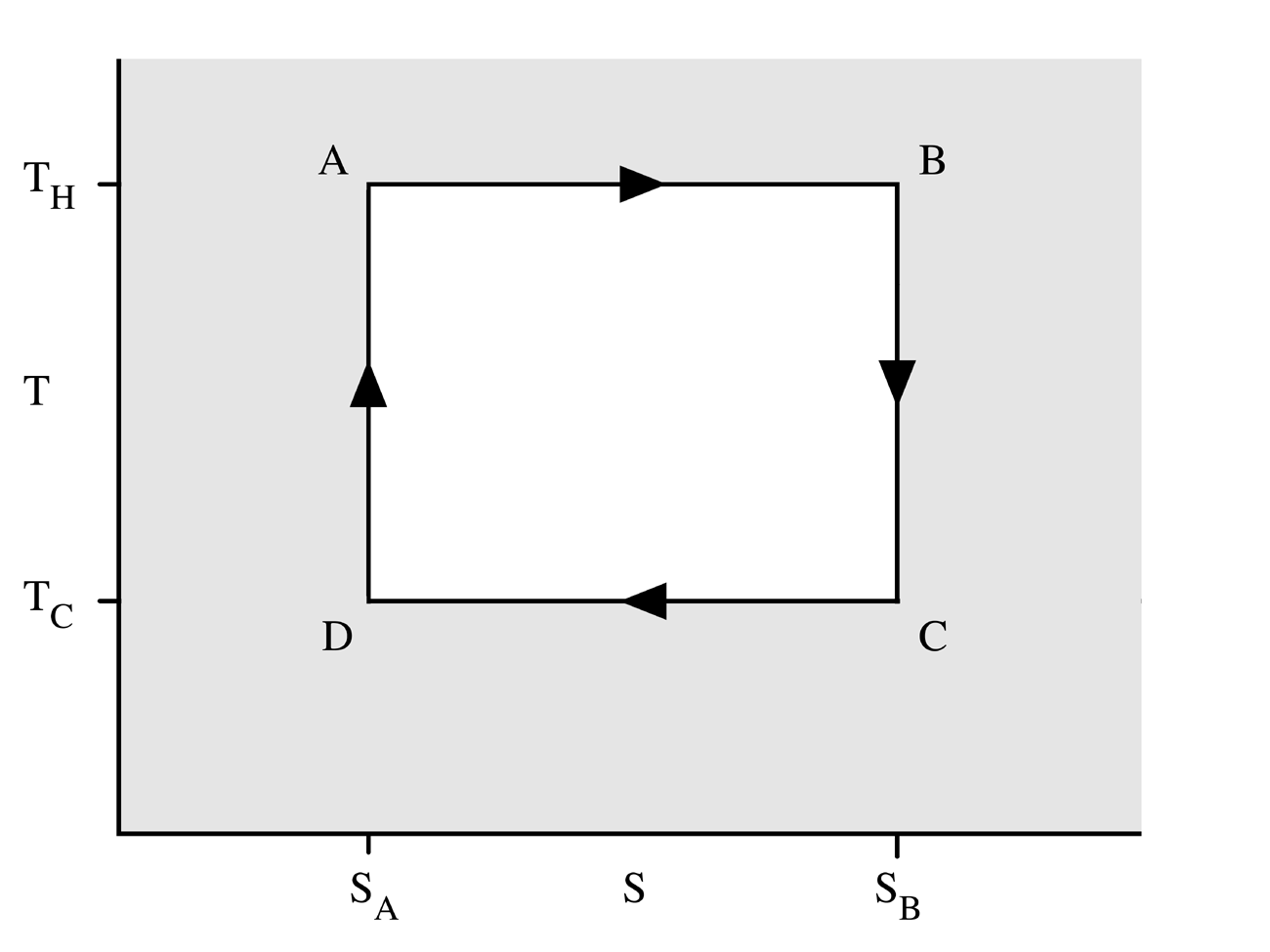
Chu trình Carnot (nhiệt động lực học lý tưởng) dành cho động cơ nhiệt, biểu diễn trên biểu đồ nhiệt độ (T) - entropy (S). Chu trình diễn ra giữa nguồn nóng ở nhiệt độ T_{H} và nguồn lạnh ở nhiệt độ T_{C}. Trục tung là nhiệt độ của hệ, trục hoành là entropy của hệ. A-B (giãn nở đẳng nhiệt), B-C (giãn nở đoạn nhiệt), C-D (nén đẳng nhiệt), D-to-A (nén đoạn nhiệt).

3. Nén đẳng nhiệt của khí tại nhiệt độ thấp, TC. Với giai đoạn này, khí đi từ C đến D trên biểu đồ. Môi trường thực hiện công lên chất khí để nén nó. Để giữ nhiệt độ không đổi, môi trường phải hấp thụ nhiệt năng tỏa ra.
4. Nén đoạn nhiệt của khí. Từ D đến A trên biểu đồ, môi trường tiếp tục thực hiện công vào chất khí để nén nó, nhưng hệ khí được cách nhiệt hoàn toàn với môi trường. Theo định luật bảo toàn năng lượng, công thực hiện lên khí được chuyển thành nội năng, làm nhiệt độ khí tăng lên đến TH. Khí trở về trạng thái ban đầu và sẵn sàng cho chu trình tiếp theo.

Sau khi kết thúc một chu trình, động cơ Carnot thực hiện nhiều công vào môi trường hơn là nhận công của môi trường; và thu nhận nhiều nhiệt lượng từ nguồn nhiệt độ cao hơn là nhả ra cho nguồn nhiệt độ thấp. Theo định luật bảo toàn năng lượng, tổng công cơ học động cơ sinh ra cho môi trường đúng bằng chênh lệch nhiệt lượng thu nhận và nhả ra với môi trường.
Vì chu trình Carnot là một chu trình nhiệt động lực học thuận nghịch (không có sự thay đổi bên trong hệ thống cũng như bên ngoài môi trường) {\displaystyle \Delta S_{H}+\Delta S_{C}=\Delta S_{\text{chu trình}}=0,}hay,{\displaystyle {\frac {Q_{H}}{T_{H}}}=-{\frac {Q_{C}}{T_{C}}}.}Điều này là hợp lý khi cả {\displaystyle Q_{C}} và {\displaystyle T_{C}} đều có độ lớn nhỏ hơn so với {\displaystyle Q_{H}} và {\displaystyle T_{H}}. Tỷ lệ {\displaystyle Q/T} là không đổi.

### Biểu đồ áp suất - thể tích
Khi chu trình Carnot được biểu thị trên đồ thị áp suất - thể tích (Hình 1), các quá trình đăng nhiệt sẽ đi theo các đường đẳng nhiệt phụ thuộc vào chất lưu được sử dụng, các quá trình đoạn nhiệt sẽ di chuyển giữa các đường đẳng nhiệt và diện tích bên trong được tạo thành bởi các đường này là tổng công có thể thực hiện được trong một chu trình. Trong các giai đoạn từ 1 đến 2 và từ 3 đến 4, nhiệt độ sẽ không thay đổi (đẳng nhiệt). Nhiệt lượng trao đổi trong giai đoạn từ 2 đến 3 và từ 4 đến 1 là bằng không (đoạn nhiệt).

(Hình 1) Chu trình Carnot thuận trên biểu đồ PV đề biểu thị phần công tạo ra (phần diện tích bên trong). 1-2: giãn nở đẳng nhiệt, 2-3: giãn nở đoạn nhiệt, 3-4: nén đẳng nhiệt, 4-1: nén đoạn nhiệt.

## Máy lạnh Carnot
Máy lạnh Carnot là một máy lạnh hoạt động với chu trình Carnot nghịch. Nghĩa là chất khí trong máy lạnh trải qua các giai đoạn từ A đến D, C, B rồi về A trong biểu đồ trên.
Sau khi kết thúc một chu trình, máy lạnh Carnot thu nhận nhiều công của môi trường hơn là thực hiện vào môi trường; và nhả ra nhiều nhiệt lượng cho nguồn nhiệt độ cao hơn là nhận vào từ nguồn nhiệt độ thấp. Theo định luật bảo toàn năng lượng, tổng công cơ học mà môi trường thực hiện vào máy lạnh đúng bằng chênh lệch nhiệt lượng nhả ra và nhận vào với môi trường.

## Hiệu suất

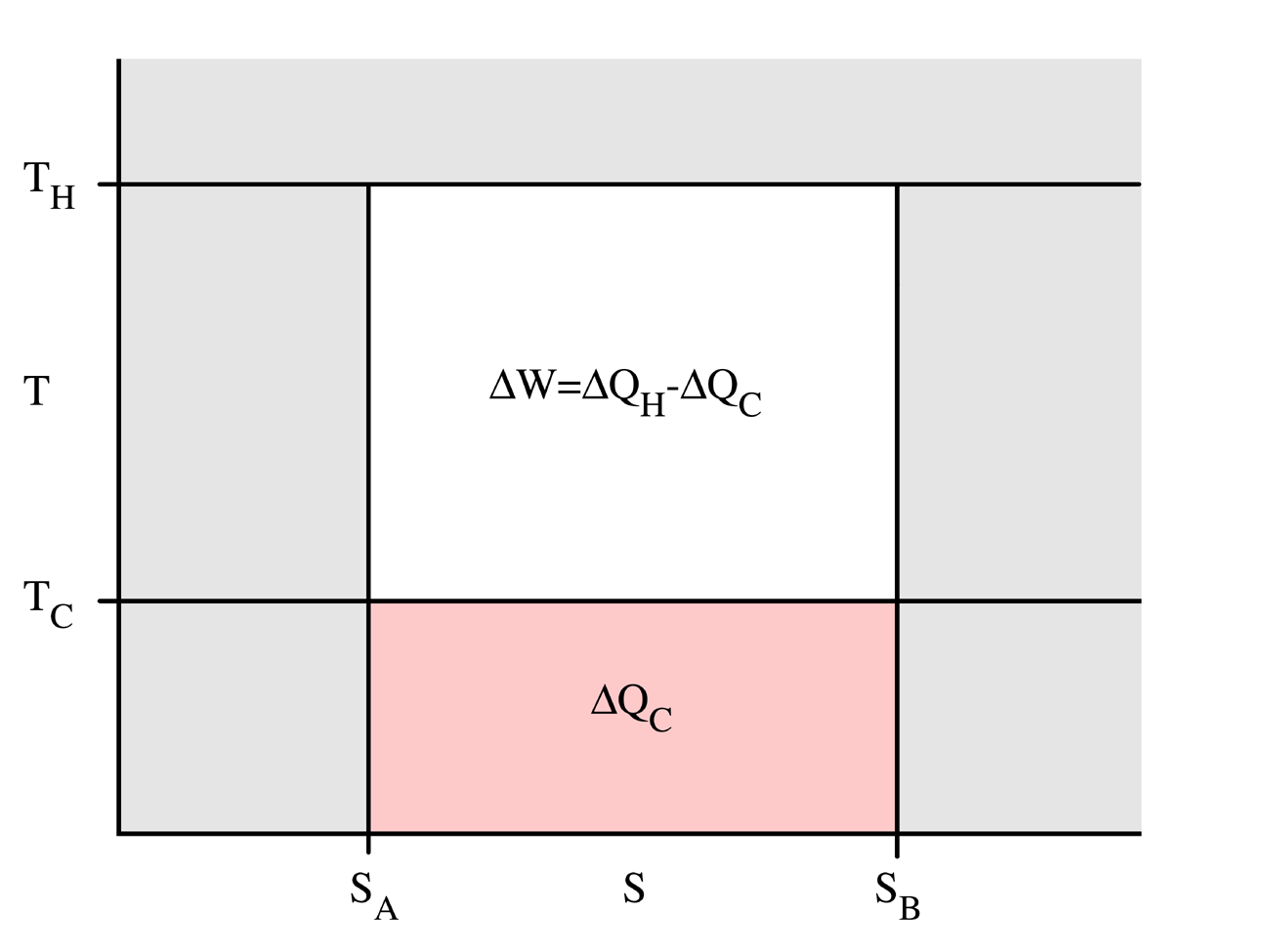
Nhiệt lượng và công trong một chu trình Carnot giữa nhiệt độ cao T_{H} và nhiệt độ thấp T_{C}.

Theo lý thuyết tổng quát về chu trình nhiệt động lực học, công thực hiện lên môi trường bởi một chu trình Carnot (hay nhận được từ môi trường bởi một chu trình Carnot ngược), W, là diện tích nằm trong biểu đồ nhiệt độ - entropy.
{\displaystyle \Delta W=\oint PdV=(T_{H}-T_{C})(S_{B}-S_{A})}
Nhiệt năng trao đổi với nguồn nóng là diện tích nằm dưới được đẳng nhiệt ở nhiệt độ cao:
{\displaystyle \Delta Q_{H}=T_{H}(S_{B}-S_{A})\,}
Nhiệt năng trao đổi với nguồn lạnh là diện tích nằm dưới được đẳng nhiệt ở nhiệt độ thấp:
{\displaystyle \Delta Q_{C}=T_{C}(S_{B}-S_{A})\,}.

### Hiệu suất động cơ Carnot
Hiệu suất η của động cơ nhiệt có thể được định nghĩa là tỷ số giữa công thực hiện bởi động cơ trên nhiệt tiêu tốn ở nguồn nóng:
{\displaystyle \eta ={\frac {\Delta W}{\Delta Q_{H}}}=1-{\frac {T_{C}}{T_{H}}}}
Để có được nhiều công sinh ra cho cùng một nhiệt lượng tiêu thụ ở nguồn nóng, cần giảm tỷ số TC trên TH, tức là làm gia tăng chênh lệch nhiệt độ giữa nguồn nóng và nguồn lạnh.

### Hiệu suất máy lạnh Carnot
Hiệu suất η của máy lạnh có thể được định nghĩa là tỷ số giữa nhiệt lấy ra ở nguồn lạnh trên công cần thực hiện lên máy lạnh:
{\displaystyle \eta ={\frac {\Delta Q_{C}}{\Delta W}}={\frac {1}{{\frac {T_{H}}{T_{C}}}-1}}}
Để có được nhiều nhiệt lượng lấy ra từ nguồn lạnh cho cùng một công thực hiện lên máy, cần giảm tỷ số TH trên TC, tức là làm giảm chênh lệch nhiệt độ giữa nguồn nóng và nguồn lạnh.

## Định lý Carnot
Định lý Carnot phát biểu rằng: 
Không một động cơ nhiệt nào hoạt động giữa hai nguồn nhiệt lại có hiệu suất cao hơn động cơ Carnot hoạt động với cùng hai nguồn nhiệt đó.
Người ta cũng chứng minh rằng:
Tất cả các chu trình thuận nghịch hoạt động giữa cùng hai nguồn nhiệt có hiệu suất bằng nhau.
và
Tất cả các chu trình không thuận nghịch có hiệu suất nhỏ hơn các chu trình thuận nghịch hoạt động giữa cùng hai nguồn nhiệt.
Định lý Carnot cũng có thể coi là một hệ quả của định luật hai nhiệt động lực học. Mặc dù trên thực tế không thể chế tạo được các động cơ thực sự thuận nghịch, do các quá trình không thuận nghịch như ma sát, định lý Carnot vẫn giúp định hướng việc chế tạo động cơ có hiệu suất cao sao cho càng gần thuận nghịch càng tốt.